# Dom Modlitwy Newe Szalom w Bielsku
 Dom Modlitwy Towarzystwa Newe Szalom (Nweh Shalom Israelitischer Bethausverein; Newe Szalom: hebr. ‏נווה שלום‎; pol. Oaza pokoju)  – synagoga, która znajdowała się w Bielsku (dzisiejsze Bielsko-Biała), na Dolnym Przedmieściu, przy ulicy Steggasse/Nad Ścieżką 7. Zlikwidowana podczas II wojny światowej.

## Historia
Powstanie synagogi wiąże się z pojawieniem się w Bielsku po 1870 grupy żydowskich ortodoksów w Bielsku (ale nie chasydów), którzy napłynęli do miasta w poszukiwaniu pracy z Galicji. Chcąc ich pozyskać, zarząd miejscowej gminy żydowskiej postanowił utworzyć specjalnie dla nich dom modlitwy i zatrudnić ortodoksyjnego rabina. Salę modlitw otwarto na piętrze budynku przy ulicy Nad Ścieżką 7. Znajdowała się obok największego żydowskiego zakładu kamieniarskiego w mieście należącego do Salomona Leisera Wulkana. Na dole jednopiętrowego budynku znajdowały się prywatne mieszkania, na początku XX wieku mieszkali w nich Menachem Mendel Stern z rodziną – stojący na czele towarzystwa Newe Szalom w latach 1900–1928, oraz jego zięć Chaim Schänker z rodziną. Po 1928 dzieło ojca kontynuował jego syn Mojżesz Samuel Stern.
Porządek nabożeństwa był zbliżony do tych z ortodoksyjnych bóżnic galicyjskich (stąd pojawiające się w różnych publikacjach określenie „polska modlitewnia”), ale jednocześnie odznaczał się o wiele większym porządkiem. I mimo że synagoga ta miała charakter ortodoksyjny, to znacznie w swoim charakterze różniła się od chasydzkiej bóżnicy „Ahawas Thora” w Białej przy ulicy Szpitalnej. Bywali tu często liberalni Żydzi bielscy, których nie stać było na wykupienie miejsca w dużej synagodze. Poza tym postępowa synagoga otwarta była tylko w określone godziny i dni, a bóżnica Newe Szalom rabina Sterna praktycznie cały czas. Liberalni bielscy Żydzi, którzy obchodzili żałobę, także wchodzili tam codziennie przez miesiąc na chwilę, by zmówić kadisz w intencji zmarłego. Nie mogli tego zrobić w dużej synagodze, w której mieli wykupione miejsce, bo nie była otwarta w godzinach, w których mieli czas na modlitwę. Sam Stern nie robił problemów i uwag dotyczących stylu życia nikomu z postępowych Żydów, odwiedzających jego synagogę

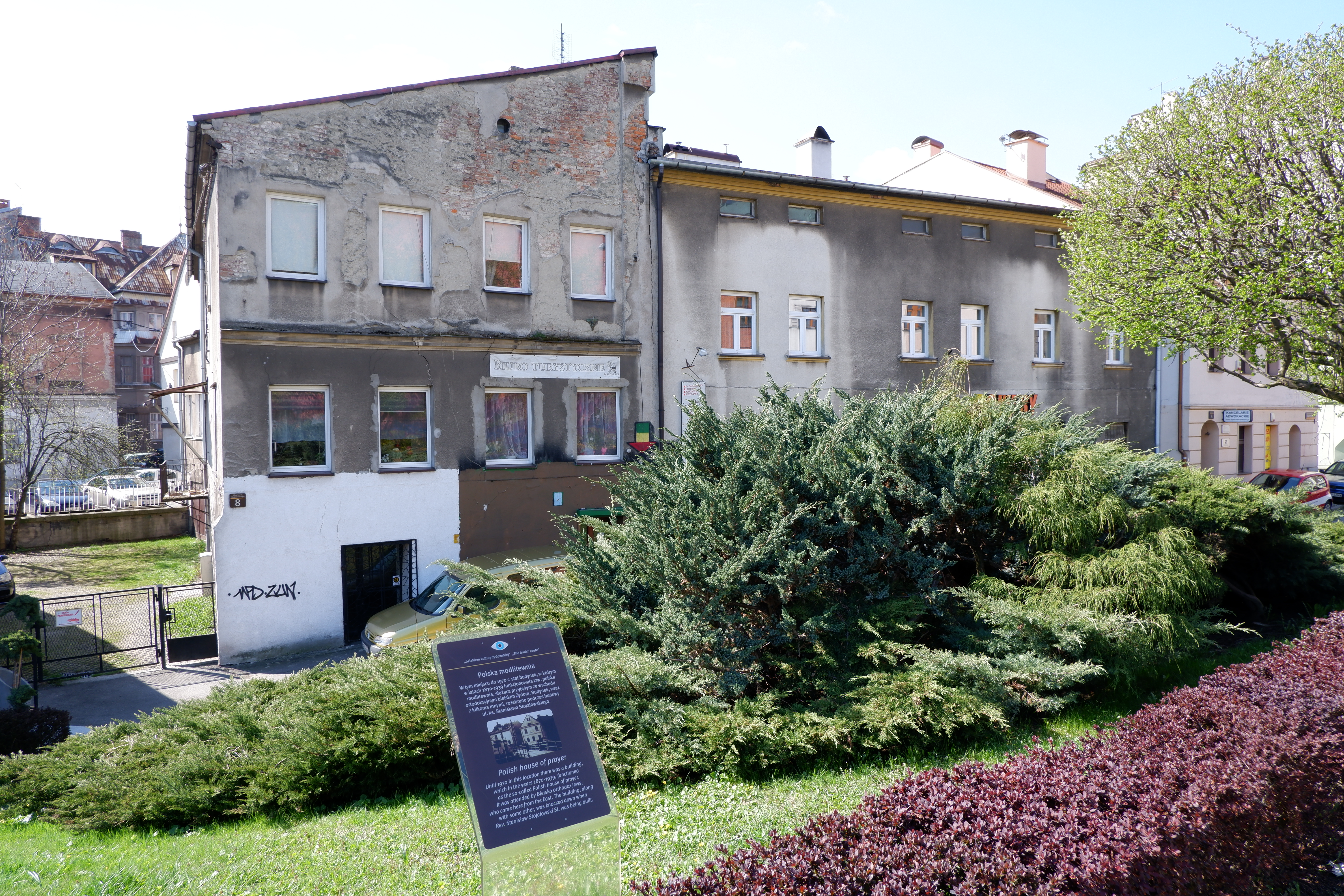
Miejsce, w którym znajdowała się synagoga (2022 rok)

Synagoga została zlikwidowana w czasie II wojny światowej, a budynek wraz z okoliczną zabudową rozebrany w 1970 w związku z budową nowego mostu i połączenia placu Franciszka Smolki z ulicą marszałka Iwana Koniewa (dziś Stanisława Stojałowskiego). Przebieg dawnej ulicy Nad Ścieżką jest dziś słabo czytelny, a o żydowskim domu modlitwy przypomina wyłącznie niewielka tablica informacyjna.